# Paul Tang
Paul Tang, né le 23 avril 1967 à Haarlem, est un économiste et homme politique néerlandais. Il est la tête de liste du Parti travailliste (PvdA) lors des élections européennes de 2014 et à ce titre élu au Parlement européen. Il siège au groupe de l'Alliance progressiste des socialistes et démocrates (S&D).